# لويد اندروز هاميلتون
لويد اندروز هاميلتون (بالإنجليزية: Lloyd Hamilton)‏ هو طيار جوي ‏ أمريكي، ولد في 13 يونيو 1894 في تروي في الولايات المتحدة، وتوفي في 24 أغسطس 1918 في لاجنيكورت مارسيل في فرنسا بسبب قتل في المعركة.